# 전자 당량
전자 당량(電子當量, 영어: electron equivalent)은 전자전달과 관련된 반응인 산화환원반응에서 일반적으로 사용되는 개념으로 하나의 전자에 대한 양(예: 에너지 또는 몰)을 정의한다. 깁스 자유 에너지는 종종 "전자당"을 기준으로 특정 반응 에너지를 계산할 수 있도록 전자 당량에 따른 킬로줄로 제공된다. 전자의 이동을 포함하는 반응은 단일 전자의 이동과 관련하여 반응량이 제공되며, 단일 전자 이동과 관련된 반응물 및 생성물의 정량이 가능하다록 종종 균형을 이룬다.

## 같이 보기
- 산화환원반응
- 환원당량
- 전자